# Psychoda

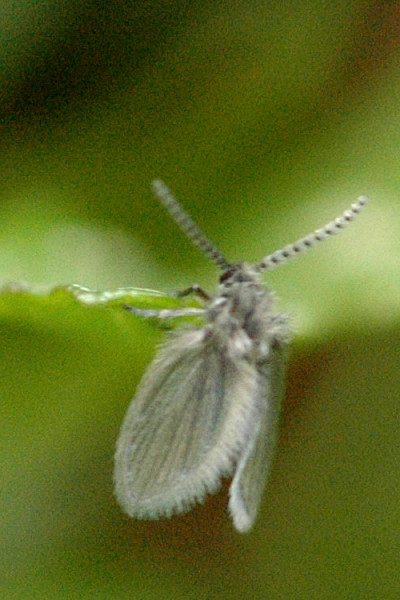
Psychoda grisescens fotografiat a Bèlgica.

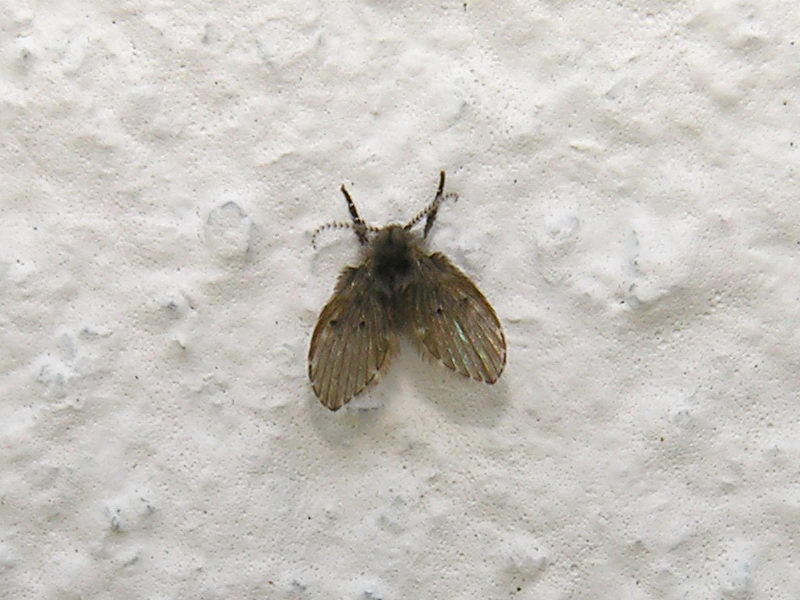
Psychoda alternata

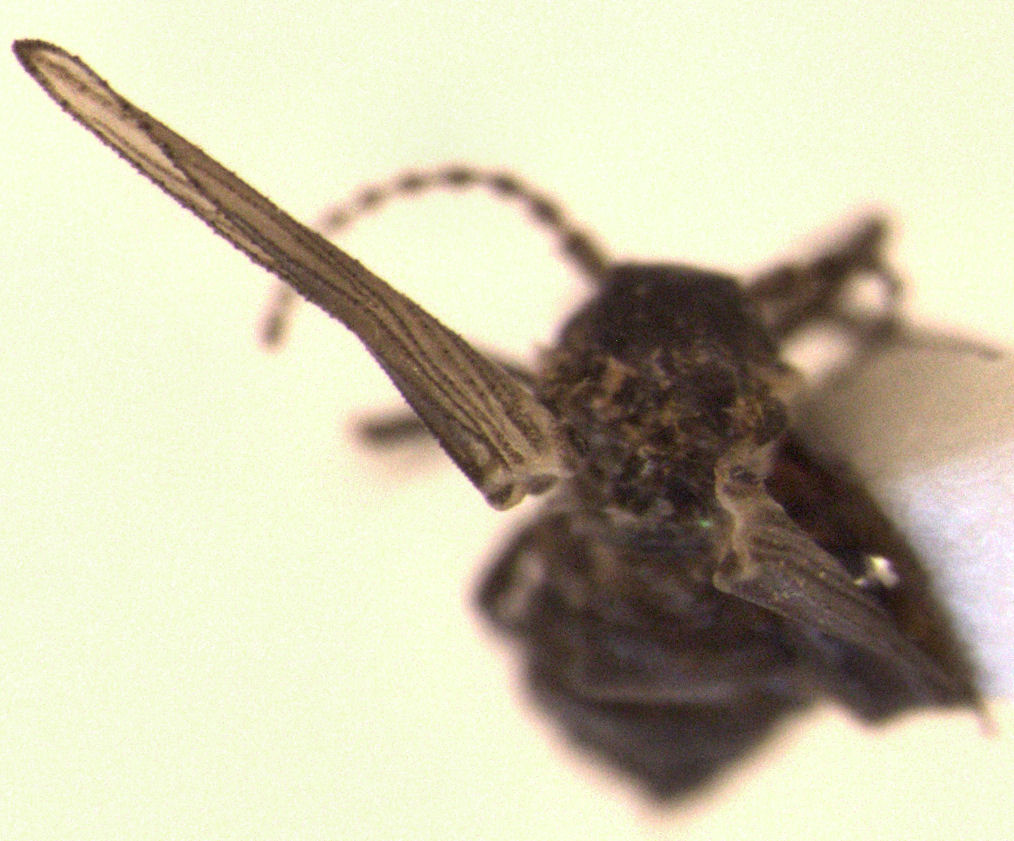
Femella adulta de Psychoda acutipennis de 2 mm de llargària

Psychoda és un gènere d'insectes dípters pertanyent a la família dels psicòdids.

## Descripció
- Els adults, d'aparença rabassuda, mesuren entre 2 i 4 mm de llargària, tenen una envergadura alar de 10 a 12, són de color marró grisenc i tenen les ales cobertes d'escates (igual que la resta de llurs cossos), la qual cosa els fan semblants a arnes petites.
- No tenen venes creuades a les ales, tan sols unes 8 venes (de les quals dues bifurcades) que corren gairebé en paral·lel i en sentit longitudinal per la part anterior de llurs ales.
- Les antenes, de 13 segments, són d'aparença pilosa i posseeixen pèls llargs que surten de les unions entre els segments.
- Les larves no tenen potes i presenten tots dos extrems de llurs cossos més foscos que la resta.[3][4]

## Reproducció
Les femelles ponen llurs ous (molt petits i de color marró o crema) en postes de 10 a 200 sobre la matèria orgànica humida que es troba en indrets com desguassos o dipòsits, sobretot en aquells dipòsits d'aigües fecals que es troben per sota del nivell del clavegueram públic. Les larves surten dels ous normalment en 48 hores i es nodreixen de matèria orgànica en descomposició durant, si fa no fa, 14-15 dies. Romanen en l'estat de pupa durant uns pocs dies i després emergeixen com a adults, els quals només viuran entre 2 i 5 dies.

## Alimentació
Les larves mengen matèria orgànica en descomposició, microorganismes, algues i sediments, mentre que els adults es nodreixen del nèctar de les flors i d'aigua.

## Hàbitat
Són comuns en instal·lacions de tractament d'efluents, sobretot en sales o cambres de filtres i on ocupen, en grans quantitats, les parts eixutes de les parets. També es desenvolupen en drenatges, reixetes de banys, patis o safareigs, tubs de descàrrega de banys i safareigs, rases, fosses sèptiques, xarxes de clavegueram i tots aquells indrets on s'acumulin fangs i detritus.

## Distribució geogràfica
Es troba al Iemen, Mongòlia, la península de Corea, Indonèsia (Papua Occidental), Borneo, Sri Lanka, Taiwan, el Japó, l'Índia, Malàisia, les illes Filipines (Mindanao, Luzon i Negros), les illes Ryukyu, la Micronèsia, Nova Irlanda, Nova Guinea, les illes Carolines, Austràlia (Queensland, Victòria, Tasmània), Nova Zelanda, Amèrica (Nord-amèrica, Mèxic, Cuba, Jamaica, Costa Rica, les Antilles, Trinitat i Tobago, Panamà, Colòmbia, Guaiana, Xile i el Brasil), Àfrica (Algèria, el Camerun, Uganda, Tanzània, Kenya i Sud-àfrica) i Europa (França, la Gran Bretanya, l'Estat espanyol i Suècia).

## Costums
Durant el dia, els adults descansen posats sobre àrees ombrejades o superfícies amb una certa humitat (cambres de bany, etc.) i esdevenen actius durant la nit en què es veuen rondant desguassos i embornals. Davant de qualsevol perill volen, d'una manera vacil·lant i irregular, distàncies curtes i tornen a posar-se sobre una altra superfície.

## Observacions
Atès que es troben en llocs malsans podrien ésser, en teoria, portadors de bacteris, però, tot i així, no són considerats veritables vectors de malalties (encara que s'han documentat casos en què la inhalació de parts dels seus cossos ha produït asma bronquial).

## Taxonomia
- Psychoda ablucens (Quate & Quate, 1967)
- Psychoda absidata (Quate & Quate, 1967)
- Psychoda acanthostyla (Tokunaga, 1957)
- Psychoda aculeata (Quate, 1996)
- Psychoda acuta (Tonnoir, 1939)
- Psychoda acutilamina (Quate, 1959)
- Psychoda acutipennis (Tonnoir, 1920)
- Psychoda aderces (Quate, 1962)
- Psychoda adumbrata (Satchell, 1953)
- Psychoda adunca (Wagner & Andersen, 2007)
- Psychoda adyscheres (Quate, 1959)
- Psychoda aitkeni (Quate, 1959)
- Psychoda alabangensis (Rosario, 1936)
- Psychoda alberta (Curran, 1924)
- Psychoda albescens (Quate & Quate, 1967)
- Psychoda albida (Tonnoir, 1939)
- Psychoda albidonigra (Tonnoir, 1939)
- Psychoda albimaculata (Welch, 1912)
- Psychoda albipennis (Zetterstedt, 1850)
- Psychoda albopicta (Brunetti, 1911)
- Psychoda alia (Quate, 1962)
- Psychoda allodapa (Quate, 1959)
- Psychoda alternata (Say, 1824)
- Psychoda alternicula (Quate 1955)
- Psychoda alticola (Vaillant, 1973)
- Psychoda alveata (Quate & Quate, 1967)
- Psychoda amazonensis (Cordeiro, 2008)
- Psychoda amphorica (Tonnoir, 1939)
- Psychoda angusta (Curran, 1926)
- Psychoda angustafona (Rapp, 1944)
- Psychoda angustipennis (Williston, 1896)
- Psychoda angustisternata (Satchell, 1955)
- Psychoda annectans (Quate & Quate, 1967)
- Psychoda annulipes (Johnson, 1913)
- Psychoda antennalis (Williston, 1896)
- Psychoda apennata (Satchell, 1953)
- Psychoda apicalis (Brunetti, 1911)
- Psychoda aponensos (Quate, 1959)
- Psychoda apparitia (Quate, 1996)
- Psychoda arcuata (Satchell, 1953)
- Psychoda armillariphila (Vaillant, 1988)
- Psychoda articaula (Quate, 1996)
- Psychoda articuliga (Quate, 1965)
- Psychoda atraseta (Rapp, 1945)
- Psychoda autumnalis (Banks, 1914)
- Psychoda balaenica (Quate, 1996)
- Psychoda barbigera (Quate & Quate, 1967)
- Psychoda bicordata (Quate, 1996)
- Psychoda bidigitalis (Quate, 1965)
- Psychoda bilobata (Tonnoir, 1939)
- Psychoda biretinaculata (Wagner, 1978)
- Psychoda bisacula (Quate, 1996)
- Psychoda bitrunculens (Quate & Quate, 1967)
- Psychoda blandita (Quate & Quate, 1967)
- Psychoda boettgeri (Wagner, 1979)
- Psychoda bogotensis (Wagner & Joost, 1994)
- Psychoda bojata (Quate & Quate, 1967)
- Psychoda brachyptera (Quate, 1964)
- Psychoda brassi (Quate & Quate, 1967)
- Psychoda brevicerca (Huang & Chen, 1992)
- Psychoda brevicornis (Tonnoir, 1940)
- Psychoda bulbosa (Jezek, 2005)
- Psychoda buxoides (Quate, 1996)
- Psychoda buxtoni (Withers, 1988)
- Psychoda byblis (Quate, 1962)
- Psychoda calva (Satchell, 1955)
- Psychoda campbellica (Quate, 1964)
- Psychoda canalis (Quate, 1999)
- Psychoda canlaones (Quate, 1965)
- Psychoda capitipenis (Ibáñez-Bernal, 1991)
- Psychoda caudata (Quate, 1962)
- Psychoda celebris (Quate, 1962)
- Psychoda cetreta (Quate & Quate, 1967)
- Psychoda cinerea (Banks, 1894)
- Psychoda cochlearia (Satchell, 1950)
- Psychoda collina (Quate, 1965)
- Psychoda concinna (Quate & Quate, 1967)
- Psychoda congruens (Satchell, 1955)
- Psychoda consobrina (Satchell, 1955)
- Psychoda contortula (Satchell, 1955)
- Psychoda cordiforma (Quate, 1996)
- Psychoda crassipennis (Tonnoir, 1940)
- Psychoda crenula (Quate, 1962)
- Psychoda criddlei (Curran, 1924)
- Psychoda cristata (Duckhouse, 1966)
- Psychoda cristula (Quate, 1965)
- Psychoda cylindrica (Wagner, 1989)
- Psychoda dakotensis (Dyar, 1926)
- Psychoda dantilandensis (Bravo, Cordeiro & Chagas, 2006)
- Psychoda debilis (Quate & Quate, 1967)
- Psychoda degenera (Walker, 1848)
- Psychoda delicata (Quate, 1965)
- Psychoda dennesi (Satchell, 1953)
- Psychoda dentata (Tonnoir, 1939)
- Psychoda despicata (Wagner, 1978)
- Psychoda deviata (Tonnoir, 1939)
- Psychoda dewulfi (Satchell, 1955)
- Psychoda disacca (Duckhouse, 1966)
- Psychoda dissidens (Quate & Quate, 1967)
- Psychoda divaricata (Duckhouse, 1968)
- Psychoda dolomitica (Salamanna & Sarà, 1980)
- Psychoda domestica (Haseman 1908)
- Psychoda duaspica (Quate & Quate, 1967)
- Psychoda dubia (Bigot, 1888)
- Psychoda duplilamnata (Tokunaga, 1957)
- Psychoda eburna (Rapp, 1945)
- Psychoda echinata (Quate & Quate, 1967)
- Psychoda elegans (Kincaid, 1897)
- Psychoda entolopha (Quate, 1996)
- Psychoda eremita (Quate, 1964)
- Psychoda erminea (Eaton, 1894)
- Psychoda erratilis (Quate & Quate, 1967)
- Psychoda esakii (Tokunaga, 1958)
- Psychoda exigua (Quate & Quate, 1967)
- Psychoda exilis (Quate & Quate, 1967)
- Psychoda fasciata (Quate, 1965)
- Psychoda felina (Quate, 1965)
- Psychoda filipenis (Satchell, 1955)
- Psychoda fimbriatissima (Blanchard, 1852)
- Psychoda flagellata (Quate, 1996)
- Psychoda flava (Edwards, 1927)
- Psychoda flexichela (Quate, 1965)
- Psychoda flexistyla (Satchell, 1955)
- Psychoda floridica (Haseman, 1907)
- Psychoda floropsis (Quate & Quate, 1967)
- Psychoda floscula (Quate, 1962)
- Psychoda formosa (Satchell, 1954)
- Psychoda formosana (Tokunaga, 1957)
- Psychoda formosiensis (Tokunaga, 1957)
- Psychoda frivola (Quate, 1965)
- Psychoda fucastra (Quate, 1962)
- Psychoda fucosa (Quate, 1962)
- Psychoda fulvohirta (Brunetti, 1911)
- Psychoda fungicola (Tokunaga, 1953)
- Psychoda furcillata (Quate & Quate, 1967)
- Psychoda fusticola (Quate, 1965)
- Psychoda gehrkeae (Quate, 1959)
- Psychoda gemella (Quate & Quate, 1967)
- Psychoda gemina (Eaton, 1904)
- Psychoda geniculata (Brunetti, 1911)
- Psychoda gilvipes (Brunetti, 1908)
- Psychoda gracicaulis (Quate & Quate, 1967)
- Psychoda gracilipenis (Duckhouse, 1966)
- Psychoda gressitti (Quate, 1959)
- Psychoda grisescens (Tonnoir, 1922)
- Psychoda guamensis (Quate, 1959)
- Psychoda guianica (Curran, 1934)
- Psychoda hamatospicula (Satchell, 1955)
- Psychoda hardyi (Quate, 1954)
- Psychoda harrisi (Satchell, 1950)
- Psychoda hastata (Quate & Quate, 1967)
- Psychoda helotes (Quate, 1962)
- Psychoda hemicorcula (Quate, 1959)
- Psychoda hespersa (Quate, 1959)
- Psychoda horizontala (Haseman, 1907)
- Psychoda hyalinata (Blanchard, 1852)
- Psychoda imounctata (Brunetti, 1911)
- Psychoda inaequalis (Satchell, 1950)
- Psychoda incompta (Quate, 1996)
- Psychoda indica (Vaillant, 1965)
- Psychoda innotabilis (Quate, 1962)
- Psychoda inornata (Grimshaw, 1901)
- Psychoda interrupta (Banks, 1907)
- Psychoda itoco (Tokunaga & Komyo, 1955)
- Psychoda jezeki (Withers, 1988)
- Psychoda jucunda (Quate, 1962)
- Psychoda juliae (Wagner & Masteller, 1996)
- Psychoda juno (Curran, 1926)
- Psychoda kalabanica (Quate, 1962)
- Psychoda kea (Quate, 1962)
- Psychoda lamina (Quate & Quate, 1967)
- Psychoda laticaula (Quate, 1996)
- Psychoda laticeps (Quate, 1996)
- Psychoda latipennis (Tonnoir, 1939)
- Psychoda latisternata (Tonnoir, 1939)
- Psychoda lativentris (Berden 1952)
- Psychoda lebanica (Vaillant & Moubayed, 1987)
- Psychoda limicola (Vaillant 1973)
- Psychoda litotes (Quate, 1996)
- Psychoda lloydi (Satchell, 1950)
- Psychoda lobata (Tonnoir, 1940)
- Psychoda longifringa (Haseman 1907)
- Psychoda longiseta (Tokunaga & Komyo, 1955)
- Psychoda longivirga (Huang & Chen, 1992)
- Psychoda lucubrans (Quate, 1959)
- Psychoda lusca (Quate, 1965)
- Psychoda lutea (Quate, 1962)
- Psychoda luzonica (Quate, 1965)
- Psychoda macispina (Quate & Quate, 1967)
- Psychoda maculipennis (Brunetti, 1911)
- Psychoda maculosa (Rapp, 1945)
- Psychoda magna (Vaillant, 1965)
- Psychoda magnipalpus (Quate, 1960)
- Psychoda makati (Rosario, 1936)
- Psychoda malayica (Quate, 1962)
- Psychoda malleola (Tokunaga & Komyo, 1954)
- Psychoda malleopenis (Satchell, 1953)
- Psychoda martini (Hogue, 1970)
- Psychoda marylandana (Rosario, 1936)
- Psychoda mastierrensis (Satchell, 1952)
- Psychoda maxima (Tonnoir, 1939)
- Psychoda mediocris (Quate, 1959)
- Psychoda megale (Quate, 1957)
- Psychoda megantica (Curran, 1924)
- Psychoda meyi (Wagner, 2003)
- Psychoda mimica (Quate, 1996)
- Psychoda minuta (Banks, 1894)
- Psychoda minutissima (Enderlein, 1938)
- Psychoda mirabilis (Quate & Quate, 1967)
- Psychoda miyatakei (Tokunaga, 1958)
- Psychoda modesta (Tonnoir, 1939)
- Psychoda moleva (Quate, 1965)
- Psychoda montana (Wagner, 2000)
- Psychoda monticola (Quate & Quate, 1967)
- Psychoda moravica (Vaillant, 1966)
- Psychoda morogorica (Wagner & Andersen, 2007)
- Psychoda motoharui (Tokunaga & Komyo, 1955)
- Psychoda mundula (Duckhouse, 1966)
- Psychoda musae (Rosario, 1936)
- Psychoda muscicola (Vaillant, 1963)
- Psychoda mycophila (Vaillant, 1988)
- Psychoda neoformosana (Duckhouse, 1966)
- Psychoda nigripennis (Brunetti, 1908)
- Psychoda nigriventris (Tokunaga, 1958)
- Psychoda nocturnala (Haseman, 1907)
- Psychoda nolana (Quate & Quate, 1967)
- Psychoda notata (Blanchard, 1852)
- Psychoda notatipennis (Brunetti, 1913)
- Psychoda novaezealandica (Satchell, 1950)
- Psychoda nugatrix (Báez, 1991)
- Psychoda nya (Quate, 1962)
- Psychoda obeliske (Quate, 1996)
- Psychoda obscuripennis (Jezek, 2005)
- Psychoda occulta (Quate & Quate, 1967)
- Psychoda ocellata (Quate, 1962)
- Psychoda ochra (Quate, 1959)
- Psychoda oculifera (Quate & Quate, 1967)
- Psychoda orbicularis (Brunetti, 1911)
- Psychoda orientalis (Wagner, 1978)
- Psychoda pacifica (Kincaid, 1897)
- Psychoda pacilens (Quate & Quate, 1967)
- Psychoda pala (Quate & Quate, 1967)
- Psychoda pallens (Williston, 1896)
- Psychoda paraderces (Quate, 1962)
- Psychoda paraguadens (Quate & Quate, 1967)
- Psychoda paraloba (Quate & Quate, 1967)
- Psychoda parsivena (Quate, 1959)
- Psychoda parthenogenetica (Tonnoir, 1940)
- Psychoda pellucida (Quate, 1962)
- Psychoda penicillata (Satchell, 1950)
- Psychoda perlonga (Satchell, 1955)
- Psychoda phalaenoides (Linnaeus, 1758)
- Psychoda phalanga (Quate, 1965)
- Psychoda phratra (Quate, 1996)
- Psychoda pinguicula (Quate & Quate, 1967)
- Psychoda pitilla (Quate, 1996)
- Psychoda plaesia (Quate, 1959)
- Psychoda platalea (Quate, 1965)
- Psychoda platilobata (Tokunaga, 1957)
- Psychoda plumbea (Ibáñez-Bernal, 1991)
- Psychoda plumosa (Tonnoir, 1939)
- Psychoda plutea (Quate & Quate, 1967)
- Psychoda pontina (Sarà, 1953)
- Psychoda prolarta (Quate, 1965)
- Psychoda prudens (Curran, 1924)
- Psychoda pseudalternata (Williams, 1946)
- Psychoda pseudobrevicornis (Tokunaga, 1957)
- Psychoda pseudocompar (Tonnoir, 1929)
- Psychoda pseudomaxima (Tonnoir, 1939)
- Psychoda pseudominuta (Wagner, 1978)
- Psychoda psilotes (Quate, 1996)
- Psychoda puertoricana (Wagner & Masteller, 1996)
- Psychoda pulchrima (Satchell, 1954)
- Psychoda pulla (Róndani, 1863)
- Psychoda punctaella (Townsend, 1897)
- Psychoda pusilla (Tonnoir 1922)
- Psychoda quadrata (Quate & Quate, 1967)
- Psychoda quadricornis (Quate & Quate, 1967)
- Psychoda quadrifilis (Edwards, 1928)
- Psychoda quadrilosa (Quate & Quate, 1967)
- Psychoda quadropsis (Quate & Quate, 1967)
- Psychoda quasisetigera (Ibáñez-Bernal, 2008)
- Psychoda quatei (Sarà & Salamanna, 1967)
- Psychoda quiniversa (Quate, 1996)
- Psychoda reducta (Tonnoir, 1939)
- Psychoda reevesi (Quate, 2000)
- Psychoda remata (Quate & Quate, 1967)
- Psychoda rhinocera (Quate & Quate, 1967)
- Psychoda rhipsalis (Quate & Quate, 1967)
- Psychoda rhis (Quate, 1996)
- Psychoda rosetta (Quate & Quate, 1967)
- Psychoda rujumensis (Jezek, 2005)
- Psychoda saites (Quate, 1965)
- Psychoda salicornia (Quate 1954)
- Psychoda sanfilippoi (Salamanna, 1980)
- Psychoda sarcophila (Vaillant, 1988)
- Psychoda satchelli (Quate 1955)
- Psychoda savaiiensis (Edwards 1928)
- Psychoda scotina (Quate, 1959)
- Psychoda scuticopenis (Satchell, 1955)
- Psychoda sectiga (Quate & Quate, 1967)
- Psychoda selangoriana (Satchell, 1958)
- Psychoda semberica (Krek, 1979)
- Psychoda septempunctata (Philippi, 1865)
- Psychoda serpentina (Quate, 1965)
- Psychoda serraorobonsis (Bravo, Cordeiro & Chagas, 2006)
- Psychoda serrata (Wagner, 1989)
- Psychoda setigera (Tonnoir 1922)
- Psychoda setistyla (Satchell, 1950)
- Psychoda sibilica (Quate & Quate, 1967)
- Psychoda sigma (Kincaid, 1899)
- Psychoda simillima (Tonnoir, 1929)
- Psychoda simplex (Satchell, 1954)
- Psychoda sinuosa (Wagner, 1978)
- Psychoda solangensis (Kaul, 1971)
- Psychoda solitaria (Eaton, 1913)
- Psychoda solivaga (Duckhouse, 1971)
- Psychoda spectabilis (Quate & Quate, 1967)
- Psychoda sphelata (Quate & Quate, 1967)
- Psychoda spicula (Quate & Quate, 1967)
- Psychoda spinacia (Quate & Quate, 1967)
- Psychoda spinipelata (Quate & Quate, 1967)
- Psychoda spondea (Quate, 1996)
- Psychoda squamata (Satchell, 1953)
- Psychoda squamipleuris (Satchell, 1953)
- Psychoda squamulata (Satchell, 1950)
- Psychoda stenostypis (Quate, 1996)
- Psychoda subinflata (Satchell, 1955)
- Psychoda subpennata (Satchell, 1953)
- Psychoda subquadrilobata (Tokunaga, 1957)
- Psychoda surcoufi (Tonnoir, 1922)
- Psychoda symmetrica (Vaillant 1973)
- Psychoda talamanca (Quate, 1996)
- Psychoda tenella (Philippi, 1865)
- Psychoda terlinoculata (Quate, 1965)
- Psychoda terskolina (Vaillant & Joost, 1983)
- Psychoda thrinax (Quate 1955)
- Psychoda tiencensis (Wagner, 2003)
- Psychoda torquata (Quate, 1962)
- Psychoda tothastica (Quate 1955)
- Psychoda transversa (Brunetti, 1911)
- Psychoda triaciculata (Satchell, 1950)
- Psychoda tridens (Satchell, 1954)
- Psychoda tridentata (Sarà i Salamanna, 1967)
- Psychoda trifida (Wagner, 1979)
- Psychoda trilobata (Tokunaga, 1958)
- Psychoda trinodulosa (Tonnoir 1922)
- Psychoda truncata (Satchell, 1953)
- Psychoda trunculens (Quate, 1965)
- Psychoda tumorosa (Quate & Quate, 1967)
- Psychoda turgida (Quate, 1965)
- Psychoda umbracola (Quate 1955)
- Psychoda umbractica (Quate, 1965)
- Psychoda uncinula (Quate, 1954)
- Psychoda undulata (Tonnoir, 1939)
- Psychoda uniformata (Haseman 1907)
- Psychoda unioculata (Quate, 1965)
- Psychoda usitata (Quate 1963)
- Psychoda vagabunda (Quate, 1962)
- Psychoda vaillanti (Sarà i Salamanna, 1967)
- Psychoda vanga (Quate, 1962)
- Psychoda varablanca (Quate, 1996)
- Psychoda velita (Ibáñez-Bernal, 1993)
- Psychoda venusta (Weyenbergh, 1886)
- Psychoda vesca (Quate & Quate, 1967)
- Psychoda villosa (Salamanna & Raggio, 1985)
- Psychoda vittata (Brunetti, 1908)
- Psychoda wattsi (Duckhouse, 1966)
- Psychoda williamsi (Quate, 1954)
- Psychoda wilsoni (Quate & Quate, 1967)
- Psychoda wirthi (Quate, 1954)
- Psychoda yapensis (Quate, 1959)
- Psychoda ypsylon (Satchell, 1953)
- Psychoda zetoscotia (Quate, 1959)
- Psychoda zigzagensis (Rosario, 1936)
- Psychoda zonata (Satchell, 1950)[17][18][19][20][21][22][23][24]